# Келлі Крафт
Келлі Даун Крафт (англ. Kelly Dawn Craft), уроджена Гілфойл (англ. Guilfoil; нар. 24 лютого 1962, округ Фейетт, Кентуккі) — американська бізнесвумен і дипломатка, посол Сполучених Штатів в Канаді з 2017 до 2021 року (перша жінка на цій посаді). 2007 року президент Джордж Буш призначив її альтернативним делегатом в ООН, де вона зосередила свою увагу на участі США в Африці. Вона була делегатом на Республіканському національному з'їзді у 2016 році від штату Кентуккі. Очолювала Kelly G. Knight LLC, бізнес-консультативну фірму, в Лексінгтоні, Кентуккі. 22 лютого 2019 року президент Трамп призначив Крафт послом в ООН. Обіймала посаду з 12 вересня 2019 до 20 січня 2021 року.

## Біографія
Дочка покійного ветеринара Боббі Гілфойла і Шеррі Дейл Гілфойл. Її батько був активістом Демократичної партії, очолював партію в окрузі Баррен, Кентуккі. Вона виросла в місті Глазго, штат Кентуккі, і закінчила середню школу в Глазго 1980 року.
Вона отримала ступінь бакалавра у Кентуккійському університеті 1984 року.
У 2004 році Крафт заснувала компанію Kelly G. Knight, LLC, яка займається маркетингом, стратегічним менеджментом, консультаціями щодо лідерства та бізнес-консалтингу.
Волонтер у ході передвиборчих кампаній. 2004 року Найт Крафт була затятою прихильницею Джорджа Буша-молодшого. 
У 2016 році вона була делегатом національного з’їзду Республіканської партії від Кентуккі. Того року Крафт і її чоловік Джо Крафт пожертвували мільйони доларів кандидатам на висування в президенти від Республіканської партії 2016 року. Спочатку подружжя підтримувало Марко Рубіо, але в червні 2016 року перейшло на підтримку Дональда Трампа та внесло понад 2 мільйони доларів на його передвиборчу кампанію, частково тому, що він домовився з ними в приватному порядку, що не замінить спікера Палати представників Пола Райана чи лідера більшості в Сенаті Мітч Макконнелла, якого вони підтримували. Політичний оглядач Скотт Дженнінгс сказав, що їхня підтримка миттєво забезпечила Трампу довіру.
Відокремлено від політики, Крафт був філантропом, і подружжя робило пожертви на благодійні цілі. У 2015 році вони стали співзасновниками Craft Academy for Excellence in Science and Mathematics в Університеті штату Морхед штату Кентуккі, спеціальної програми для учнів середньої школи з винятковими успіхами в навчанні. До 2019 року вони виділили понад 10 мільйонів доларів для Академії. Вони також пожертвували значні суми Університету Кентуккі.
15 червня 2017 року президент Дональд Трамп призначив Найт Крафт на посаду посла в Канаді. Її кандидатура була затверджена Сенатом 3 серпня, вступила на посаду 23 жовтня.
Найт працювала в раді піклувальників Університету Кентуккі з серпня 2016 року. Почесний доктор Морхедського університету. Вона також працювала в радах директорів Армії порятунку, Лексінгтонської філармонії, United Way of the Bluegrass, YMCA Центрального Кентуккі, Ради мистецтв Кентуккі та Центру сільського розвитку (некомерційна організація, яка займається економічним розвитком у сільських районах Кентуккі).
Вийшла заміж за мільярдера Джо Крафта у квітні 2016 року. Її чоловік є президентом і головним виконавчим директором компанії Alliance Resource Partners, L.P. (третій за величиною виробник вугілля в східній частині Сполучених Штатів).